# Justinas Bašinskas
Justinas Bašinskas (* 22. Januar 1923 in Trakiškiai bei Marijampolė; † 9. Oktober 2003 in Vilnius) war ein litauischer Komponist.

## Leben
Bašinskas studierte bis 1955 am Staatlichen Litauischen Konservatorium bei Julius Juzeliūnas Komposition. Er unterrichtete dann an der Pädagogischen Universität Vilnius, bevor er sich ab 1968 ganz der Komposition widmete. Er erhielt dreimal den Stasys-Šimkus-Preis
(1956, 1959 und 1962) und wurde 1986 mit dem litauischen Staatspreis ausgezeichnet.
Neben neun Sinfonien und drei sinfonischen Tänzen komponierte Bašinskas Kammermusik, Vokalwerke, Stücke für Soloinstrumente sowie ein Ballett.